# Malbranchea albolutea
Malbranchea albolutea är en svampart som beskrevs av Sigler & J.W. Carmich. 1976. Malbranchea albolutea ingår i släktet Malbranchea och familjen Myxotrichaceae.   Inga underarter finns listade i Catalogue of Life.